# Victor Webster

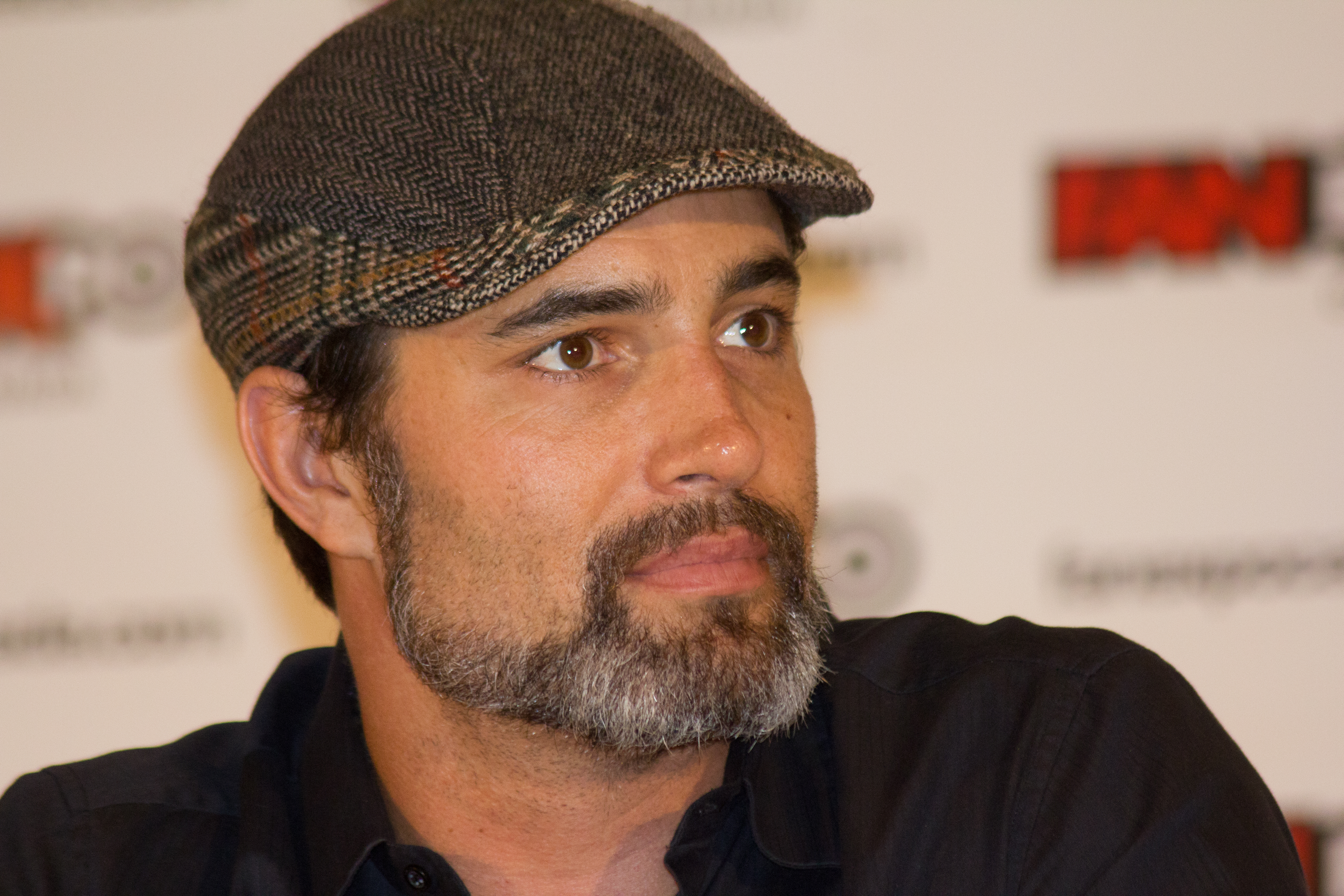
Victor Webster (2012)

Victor Webster (* 7. Februar 1973 in Calgary, Alberta) ist ein kanadischer Schauspieler.

## Leben
Victor Webster machte zunächst Karriere als Model, unter anderem mit Anzeigenkampagnen für Dolce & Gabbana, Coca-Cola, Vidal Sassoon und Levi’s. Seit 1998 ist er in diversen Serienproduktionen und Filmen zu sehen. Zwischen 2001 und 2003 spielte er in der Serie Mutant X, 2006 spielte er in Charmed – Zauberhafte Hexen die wiederkehrende Rolle des Cupidos Coop, des späteren Ehemanns von Phoebe Halliwell. Von 2012 bis 2015 spielte er eine der Hauptrollen bei Continuum.

## Filmografie (Auswahl)

### Filme
- 2001: Gangland L.A. (Gangland)
- 2002: Wishmaster 4: Die Prophezeiung erfüllt sich (Wishmaster 4: The Prophecy Fulfilled)
- 2003: Haus über Kopf (Bringing Down the House)
- 2005: Frau mit Hund sucht … Mann mit Herz (Must Love Dogs)
- 2007: Sands of Oblivion – Das verfluchte Grab (Sands of Oblivion, Fernsehfilm)
- 2009: Surrogates – Mein zweites Ich (Surrogates)
- 2010: Burning Palms
- 2010: Auch Liebe macht mal Ferien 2 (Why Did I Get Married Too?)
- 2011: Coming & Going
- 2012: The Scorpion King 3: Kampf um den Thron (The Scorpion King 3: Battle for Redemption)
- 2012: Alle lieben Jake (Puppy Love)
- 2013: A Good Man – Gegen alle Regeln (A Good Man)
- 2013: Ragin Cajun Redneck Gators
- 2014: Eissturm aus dem All (Christmas Icetastrophe, Fernsehfilm)
- 2015: The Scorpion King 4 – Der verlorene Thron (The Scorpion King: The Lost Throne)
- 2016: Dead Rising: Endgame
- 2016: C’est la vie – Ein Sommer in Frankreich (Summer Villa, Fernsehfilm)
- 2017: Die Hochzeit des Jahres (A Harvest Wedding)
- 2019: Bing feng bao
- 2020: Hearts of Winter (Fernsehfilm)
- 2022: A Christmas Cookie Catastrophe (Fernsehfilm)
- 2023: Mystery on Mistletoe Lane (Fernsehfilm)

### Fernsehserien
- 1999: Zeit der Sehnsucht (Days of our Lives, Soap, 4 Folgen)
- 2001: Baywatch – Die Rettungsschwimmer von Malibu (Folge 11x16)
- 2001: Becker (Folge 3x18)
- 2001–2003: Mutant X (66 Folgen)
- 2003: Sex and the City (Folge 6x01)
- 2005: Las Vegas (Folge 2x21)
- 2005–2006: Related (4 Folgen)
- 2005: Noah’s Arc (Folge 1x07)
- 2006: Emilys Liste (Emily’s Reasons Why Not, Folge 1x01)
- 2006: Charmed – Zauberhafte Hexen (Charmed, 7 Folgen)
- 2006: Reba (Folge 6x01)
- 2007: Navy CIS (NCIS, Folge 4x13)
- 2007: CSI: Miami (Folge 5x13)
- 2007: Moonlight (Folge 1x09)
- 2007–2008: Lincoln Heights (6 Folgen)
- 2009: Harper’s Island (Folgen 1x01–1x03)
- 2009: Melrose Place (8 Folgen)
- 2010: Criminal Minds (Folge 5x14)
- 2010: Bones – Die Knochenjägerin (Bones, Folge 5x17)
- 2010–2011: Castle (4 Folgen: 3x04, 3x16, 3x17, 4x01)
- 2011: Navy CIS: L.A. (NCIS: Los Angeles, Folge 2x20)
- 2011: Drop Dead Diva (Folge 3x02)
- 2011: Dr. Dani Santino – Spiel des Lebens (Necessary Roughness, Folge 1x04)
- 2011: CSI: Vegas (CSI: Crime Scene Investigation, Folge 12x07)
- 2012: White Collar (Folge 4x09)
- 2012–2015: Continuum (41 Folgen)
- 2013: Cracked (Folge 1x13)
- 2015–2016: Girlfriends’ Guide to Divorce (Folgen 1x06, 2x09)
- 2017–2018: Chesapeake Shores (4 Folgen)
- 2019–2020: Workin’ Moms (11 Folgen)
- 2021–2022: Motherland: Fort Salem (13 Folgen)
- 2023: All Rise – Die Richterin (All Rise, Folge 3x18)